# Nematogmus dentimanus
Nematogmus dentimanus là một loài nhện trong họ Linyphiidae.
Loài này thuộc chi Nematogmus. Nematogmus dentimanus được Eugène Simon miêu tả năm 1886.